# St.-Adelheidis-Stift

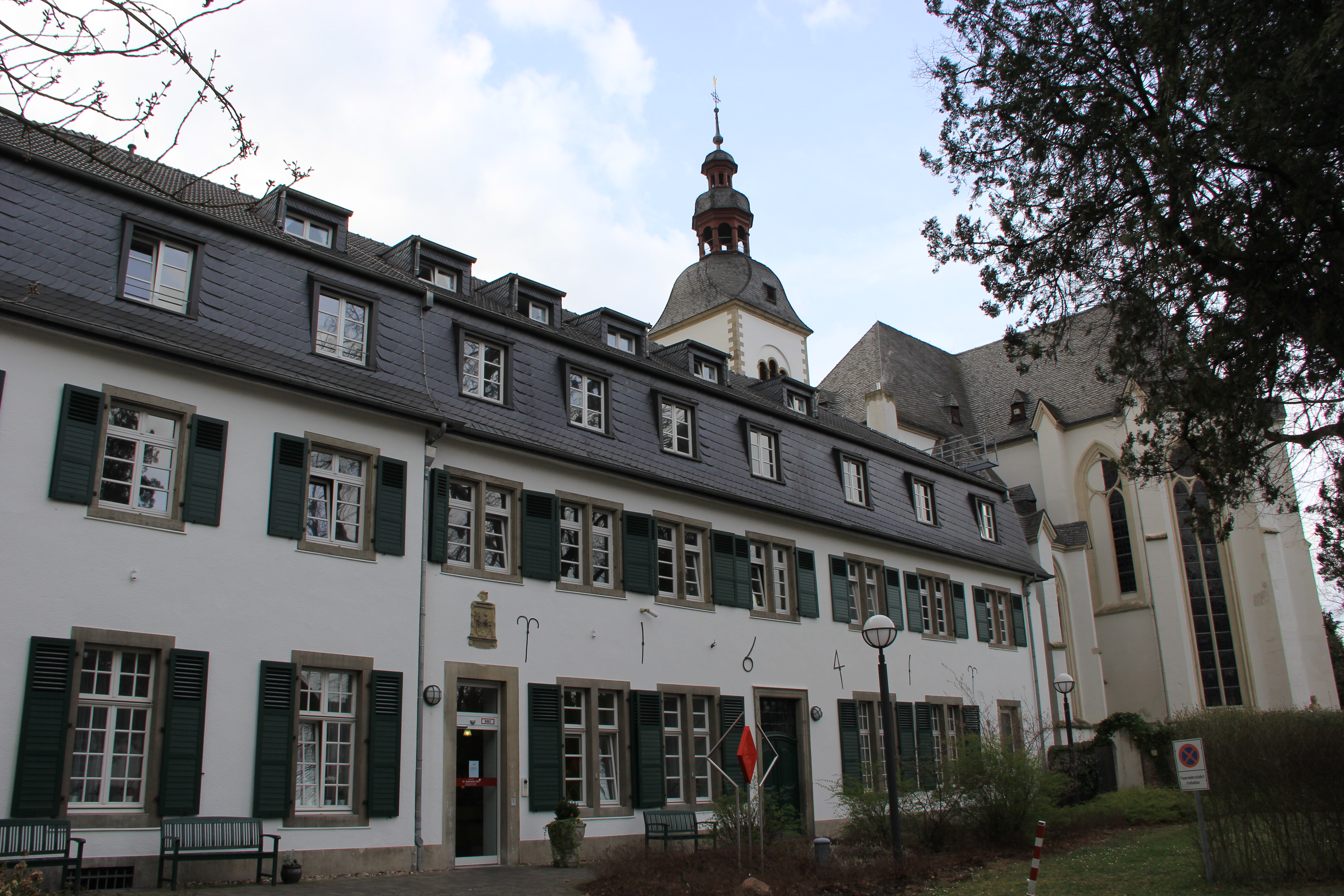
Die nach Osten gerichtete Fassade des Altbauteils des Stifts; im Hintergrund die Kirche St. Peter (2014)

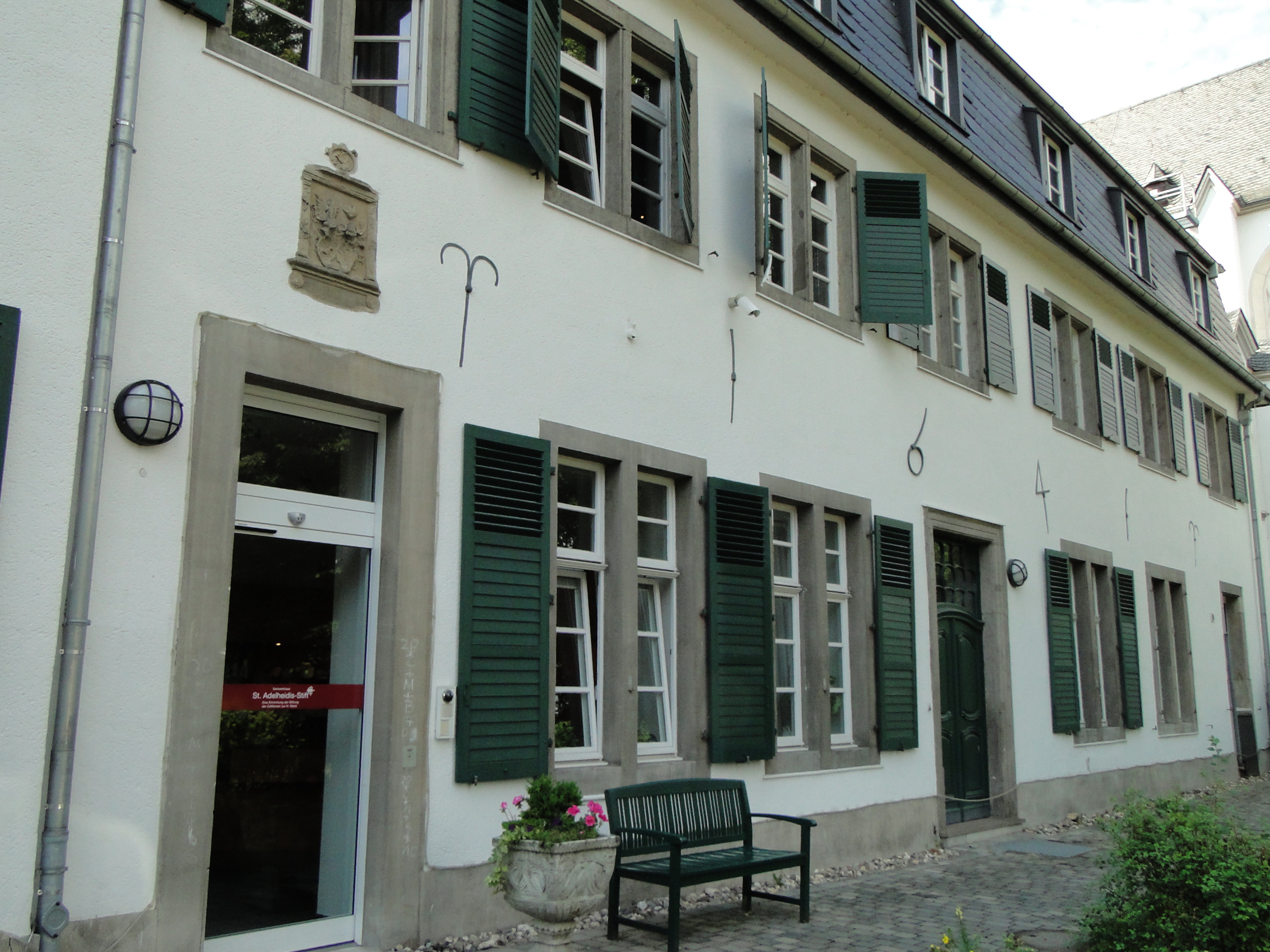
Fassadendetail (2010)

Das St.-Adelheidis-Stift im Bonner Stadtteil Vilich ist ein ehemaliges Kloster und wird heute als Seniorenresidenz genutzt. Die in der Adelheidisstraße 10 gelegene Anlage trägt den Namen der heiliggesprochenen Adelheid von Vilich, die hier Ende des 10. Jahrhunderts wirkte.

## Geschichte
Der Edelmann Megingoz von Geldern, verheiratet mit Gerberga, einer Tochter Gottfried von Jülichs, verfügte über umfangreiche Ländereien zwischen Siegmündung und Rhönbach. Das Ehepaar hatte fünf Kinder – vier Töchter, darunter Adelheid, und den Sohn Gottfried. Nachdem Gottfried als teilnehmender Ritter des Böhmenfeldzugs von Otto II. im Jahr 977 gefallen war, entschieden die Eltern sich, aus seinem Erbe in Vilich ein privates Frauenstift zu errichten, dass den Patronen Cornelius und Cyprian gewidmet war.

### Stiftsgründung
In Vilich befand sich bereits eine Kapelle aus dem 8. oder 9. Jahrhundert, um die herum ab 978 die Stiftsgebäude errichtet wurden. Erste Äbtissin des Stiftes wurde die Tochter der Stiftsgründer, Adelheid, die hierfür das Kölner Sankt-Ursula-Stift verließ, in dem sie bis dahin als Kanonisse gelebt hatte.
Im Januar 987 wurde das Stift anlässlich des Hoftags zu Andernach König Otto III. unterstellt; es wurde zu einem von zu diesem Zeitpunkt nur vier Reichsstiften (i. e. S.). Der spätere Kaiser soll dem Stift dieselben Privilegien wie den Stiften in Quedlinburg, Essen und Gandersheim gewährt haben. Diese Heraushebung der bisher familiären Stiftung bedeutete die zukünftige Gewährung der kirchlichen Immunität wie auch das Privileg der freien Wahl der Äbtissin und ist der früheste Beleg für die Existenz des Stiftes. Der Äbtissin eines Reichsstiftes wurde auch weltliche Macht zuteil. Das Vilicher Stift verfügte über territoriale Rechte beispielsweise in Solingen, Bödingen und bis nach Düsseldorf, z. B. in Wittlaer. Zum Zehntgebiet des Stiftes gehörte auch das Kirchspiel Niederdollendorf, das unter Vilicher Patronat stand. Dem Vilicher Stift kam unter der Amtszeit von Adelheid auch eine Förderung durch die Kaiserin Theophanu zugute.

### Kloster
Adelheid weigerte sich zunächst, den Wunsch ihrer Eltern zu erfüllen, aus dem Stift ein Benediktinerinnenkloster zu machen. Erst nach dem Tod der Mutter wandelte sie das Stift in einen Klosterkonvent unter der strengen Ordensregel des Bendektinerordens um. Im Jahr 996 wurde das Kloster von Papst Gregor V. bestätigt. Adelheid starb 1015. Eine Nachfolgerin als Äbtissin in Vilich war Mathilde, eine Tochter von Ezzo, dem Pfalzgraf von Lothringen. Unter ihr erlebte das Vilicher Kloster eine Blütezeit. So ließ sie eine große Kirche anstelle des bisherigen Gebäudes errichten. Die ersten Bauarbeiten an der Stiftskirche St. Peter fielen in das Jahr 1020. Da das Kloster die Kosten für den Neubau nicht alleine finanzieren konnte, stiftete die Familie der Äbtissin zu. Im Jahr 1065 unterstellte Heinrich IV. das Kloster Vilich dem Kölner Erzbischof, damals Anno II. In einem im Jahr 1144 von König Konrad III. verbrieften Recht wird darauf verwiesen, dass die Vilicher Nonnen noch nach der Regel des Heiligen Benedikt lebten.
Bereits im 12. Jahrhundert wurde in Vilich allerdings die strenge Ordensregel zugunsten der einfacheren Stiftverfassung wieder abgeschafft. Seitdem war Vilich erneut ein Stift für adlige Damen. Im 13. Jahrhundert verlor das Stift seine Unabhängigkeit; die Kölner Erzbischöfe übernahmen wiederum die Aufsicht. Nach Zimmermann bestand die Adelheidis-Vikarie von 1208 bis zur Auflösung des Stiftes.
Sowohl im Truchsessischen wie im Dreißigjährigen Krieg kam es zu Zerstörungen und Brandschatzungen am Stift und an der Stiftskirche, unter anderem ging dabei die Adelheid-Reliquie verloren. Anfang der 1640er Jahre wurden die Kriegsschäden behoben, zerstörte Teile von Kirche und Stift wiederaufgebaut.

### Säkularisation
In der Säkularisation erfolgte im Jahr 1804 die Aufhebung des Stiftes; die Stiftskirche St. Peter wurde zur Pfarrkirche. Die vormaligen Stiftsgebäude wurden an Privatleute verpachtet. 1865 übernahmen Franziskanerinnen die Anlage und richteten hier ein Hospital ein. Ab 1876 wurde das Anwesen wieder privat genutzt, 1908 ging es in Form einer Schenkung in den Besitz des Cellitinnen-Ordens über, der hier zunächst ein Waisen- und ein Altenheim, später auch ambulante Krankenpflege, einen Kindergarten sowie einen Handarbeits- und Haushaltungsschulebetrieb unterhielt. Im Ersten Weltkrieg wurde ein Reservelazarett im Stift eingerichtet. Danach kamen für einige Zeit Waisenkinder in die Obhut der Schwestern. In den 1930er Jahren ging die Kinderbetreuung immer weiter zurück und zunehmend wurden alte Menschen zur Pflege aufgenommen. Im Jahr 1944, während der Bombenangriffe des Zweiten Weltkriegs, beschädigten Brandbomben das Stift erheblich.

## Seniorenheim
In der Nachkriegszeit erfolgte der Wiederaufbau, ein Seniorenhaus wurde eingerichtet. Anfang der 2000er Jahre kam es zu der Sanierung des Altbaus und der Errichtung eines Neubaus. Das erweiterte und modernisierte Seniorenhaus St. Adelheidis-Stift wurde Anfang 2002 von Erzbischof Joachim Meisner feierlich eingeweiht. Betreiber ist die Stiftung der Cellitinnen zur Hl. Maria. 1989 verfügte das Stift über 46 Plätze.
Die Altbausubstanz des Stiftes steht unter Denkmalschutz.